# Лобова частка (мозок)
Лобова частка (лат. lobus frontalis) розташована в передній частині мозку — одна з чотирьох великих часток кори головного мозку. Знаходиться в передній частині кожної півкулі головного мозку спереду і трохи вище тім'яної частки (лат. lobus parietalis) і попереду скроневої частки (лат. lobus temporalis). Лобова частка відокремлена від тім'яної частки центральною борозною (лат. sulcus centralis), а від скроневої частки глибокою складкою, яка називається латеральною (лат. sulcus lateralis) або Сільвієвою борозною. Прецентральна звивина (лат. gyrus praecentralis), формує задню межу лобової частки та є осередком первинної моторної кори, яка контролює довільні рухи окремих частин тіла.
Лобова частка містить більшу частину дофамін-чутливих нейронів кори головного мозку. Такі нейрони пов'язані з винагородою, увагою, короткочасною пам'яттю, плануванням та мотивацією. Допамін, як правило, бере участь в обмеженні й виборці сенсорної інформації, що надходить з таламуса. Звіт Національного інституту розумового здоров'я США [Архівовано 29 травня 2009 у Wayback Machine.], вказав на генетично зумовлений варіант аномального зменшення дофамінової активності в префронтальній корі, який пов'язаний з більш низькою продуктивністю і неефективним функціонуванням цієї ділянки мозку в ході виконання завдань із застосування робочої пам'яті й до незначного збільшення ризику шизофренії.

## Структура

Анімація. Лобової частки (червоним) лівої півкулі головного мозку.

На латеральній поверхні людського мозку центральна борозна відокремлює лобову частку від тім'яної. Бічна борозна відділяє лобову частку від скроневої.
Денце лобової частки може бути розділене на латеральну, полярну, орбітальну (вище орбіти; також існує базальна або вентральна) і медіальна частини. Кожна з цих частин складається з певних звивин:
- Бічні частини: верхня лобова звивина (лат. gyrus frontalis superior), середня лобова звивина (лат. gyrus frontalis medius), нижня лобова звивина (лат. gyrus frontalis inferior).
- Полярна частина: поперечна фронтополярна (лат. gyrus frontopolaris) та фронтомаргінальна (лат. gyrus frontomarginalis) звивини.
- Орбітальна (очноямкова) частина: латеральна очноямкова звивина (лат. gyrus orbitalis lateralis), передня очноямкова звивина (лат. gyrus orbitalis anterior), задня очноямкова звивина (лат. gyrus orbitalis posterior), медіальна очноямкова звивина (лат. gyrus orbitalis medialisalis), пряма звивина (лат. gyrus rectus).
- Медіальна частина: медіальна частина верхньої лобової звивини (лат. gyrus frontalis superior), поясна звивина (лат. gyrus cinguli).

Звивини відокремлені борознами.
У людини лобова частка мозку досягає повної зрілості в кінці 20-х років, маркери когнітивної зрілості пов'язані з дорослим життям. Незначна атрофія, однак, є нормальною в процесі старіння лобової частки в мозку людини. Fjell  в 2009 році, вивчав атрофію головного мозку у людей у віці 60-91 років. 142 здорових учасників сканували за допомогою МРТ. Їхні результати порівняли з 122 учасників з хворобою Альцгеймера.  Повторні обстеження наступного року показали об'ємне зниження у пацієнтів з хворобою Альцгеймера і значно менше зниження (в середньому 0.5 %) у контрольної групи здорових осіб. Ці дані підтверджують дослідження Коффі (Coffey), який у 1992 році показав, що лобова частка зменшується в об'ємі приблизно 0,5 % -1 % за рік.

## Функція
Лобова частка відіграє велику роль у керуванні довільними рухами. В ній міститься первинна моторна кора, яка регулює, наприклад, ходу.
Серед функцій лобової частки, зокрема, здатність до прогнозування майбутніх наслідків поточних дій, вибір між хорошими і поганими діями, або хорошими й кращими (що також можна назвати сумлінням), заміщення та придушення соціально неприйнятних відповідей, та визначення подібності та відмінності між речами чи подіями.
Лобова частка відіграє важливу роль в інтеграції спогадів, які більше не є задачами, але ще зберігаються в мозку. Це часто спогади, пов'язані з емоціями, що приходять від лімбічної системи. Лобова частка мозку змінює ці емоції, як правило, відповідно до соціально прийнятних норм.
До психологічних тестів, які досліджують функції лобової частки, включають постукування пальцями (лобова частка контролює довільні рухи), Вісконсінський тест сортування карток, мовні і арифметичні тести.

## Клінічне значення

### Пошкодження
Стусс (Stuss) і співавтори здійснили огляд багатьох досліджень видів, причин і наслідків пошкоджень лобової частки. Транзиторні ішемічні атаки (ТІА), також відомі як мікроінсульти, а також «великі» інсульти — основні причини пошкодження лобової частки у людей похилого віку (65 років і старше). Інсульти та міні-інсульти можуть виникати через порушення мозкового кровообігу або внаслідок розриву артеріальної аневризми. Інші причини пошкодження — це черепно-мозкова травма, хвороба Альцгеймера та Паркінсона (які призводять до деменції), та лобова епілепсія (яка може виникнути в будь-якому віці).

#### Симптоми
Загальні наслідки пошкодження лобової частки різноманітні. Пацієнти, що зазнали травми, можуть теоретично знати, як слід реагувати на конкретну ситуацію, але все одно виявляти неприпустимі реакції на ці ситуації в «реальному житті». Аналогічно й щодо, емоцій, які відчуваються, але не можуть бути вираженими обличчям або голосом. Так, наприклад, щаслива особа не посміхається, а її голос позбавлений емоцій. Хоча, людина може також виявляти надмірні, необґрунтовані прояви емоцій. Депресія досить поширена у пацієнтів з інсультом. Також часто разом з депресією помітні втрата або зниження мотивації. Особа може не хотіти виконувати звичайної повсякденної роботи. Знайомі й родичі тих, хто пережив пошкодження, можуть помітити не властиву для даної особи поведінку. Ця зміна  особистості характерна для ураження лобової частки.
Лобова частка відповідає за виконавчі функції, такі як планування майбутнього, судження, навички прийняття рішень, концентрації уваги і гальмування. Ці функції можуть різко знижуватися в осіб з пошкодженнями лобової частки.
Наслідки, які зустрічаються рідше, також дуже різноманітні. При конфабуляції, (лат. confabulari — базікати, розповідати) людина губиться в помилкових спогадах, в яких факти, що відбувалися в минулому, як реальні, так і видозмінені, переносяться в інший (часто, в найближчий) час і можуть поєднуватися з абсолютно вигаданими подіями. Людина при цьому зберігає віру в те, що це правда; він або вона вже не може пригадати точну інформацію. У невеликій кількості пацієнтів відзначається нехарактерна бадьорість. Такий ефект проявляється переважно у хворих з ураженням правої лобової частки
Інший нечастий наслідок пошкодження лобової частки — редуплікативні (або «подвоювальні») парамнезії, при яких пацієнти вважають, що місце, в якому вони в даний час проживають — копія іншого, яке знаходиться десь далеко. Аналогічним чином, пацієнти з синдромом Капграса після пошкодження лобової частки вважають, що ідентична «копія» замінила близького друга, родича або іншої особи й видає себе за цю людину. Цей останній ефект проявляється в основному в шизофренічних пацієнтів, які також мають неврологічні розлади в лобовій частці.

## Історія

### Психохірургія
На початку 20-го століття, лікування психічних захворювань, вперше розроблена португальським неврологом Антоніо Еґаш Монішем, який перерізав провідні шляхи, що з'єднують лобові частки з лімбічної системою. Фронтальна лоботомія ефективно зменшує печаль, але, водночас, притупляє емоції, волю й інші аспекти особистості. Внаслідок безладного використання цієї психохірургічної процедури, виражених побічних ефектів і смертності від 7,4 до 17 відсотків, дана операція отримала погану репутацію. Фронтальна лоботомія більше не використовується як психіатричне лікування.
Більш точні психохірургічні процедури використовуються до цих пір, хоча й рідко. Зокрема, передня капсулотомія (двостороння резекція переднього коліна внутрішньої капсули) або двостороння сінгулотомія (перетинання передньої поясної звивини, лат. gyrus cinguli) іноді використовується для лікування випадків обсесивних розладів або значної депресії.

## Додаткові зображення

Частки мозку
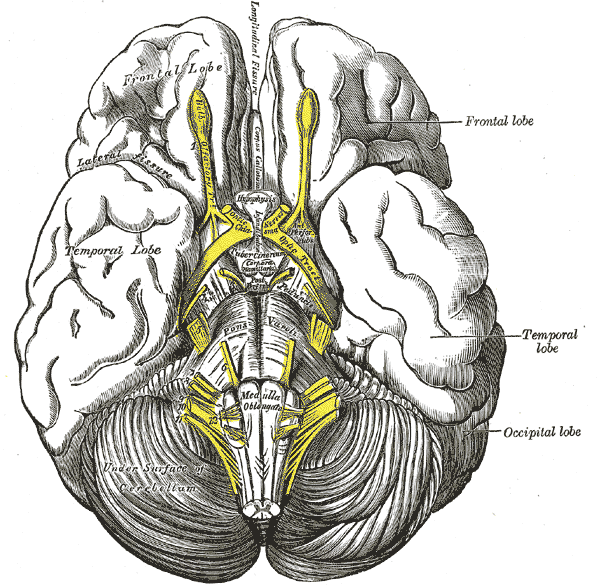
Головний мозок, вигляд знизу.
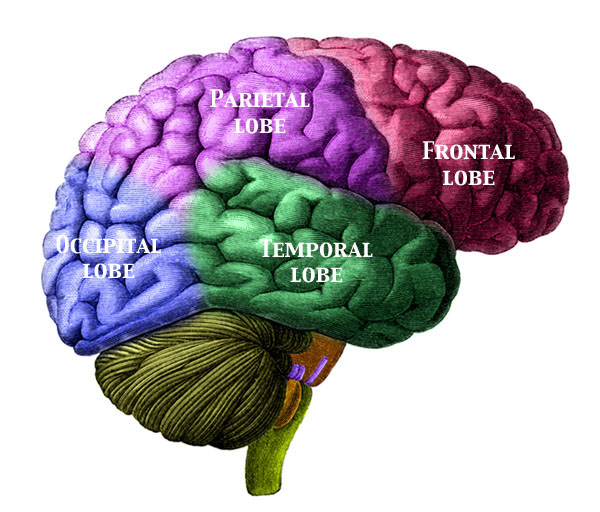
Людський мозок і чотири основних частки мозку.
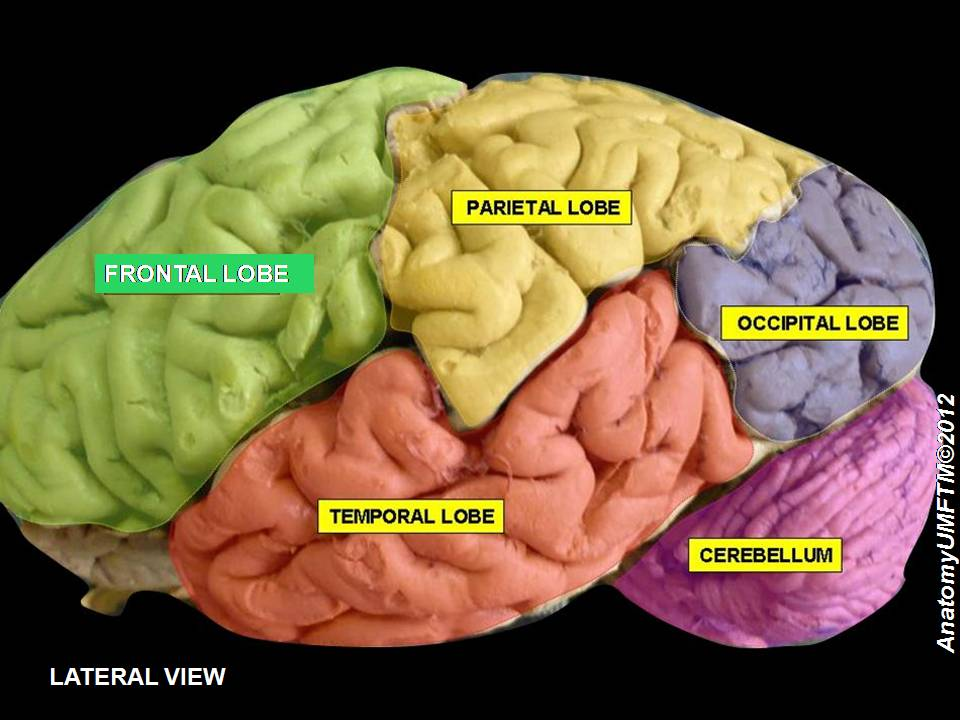
Лобова частка
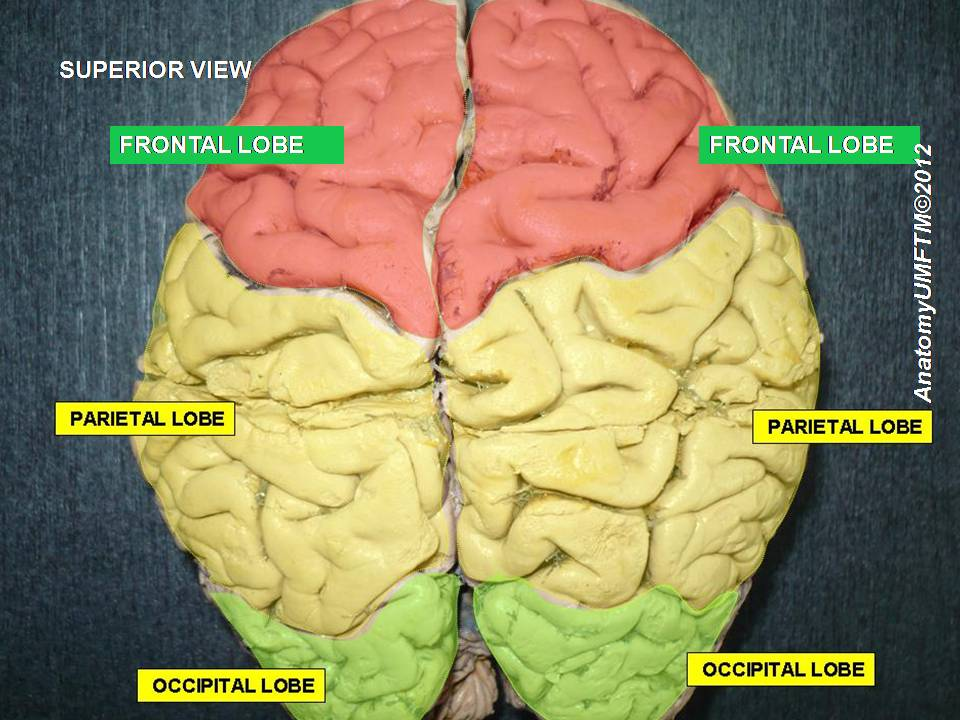
Лобова частка
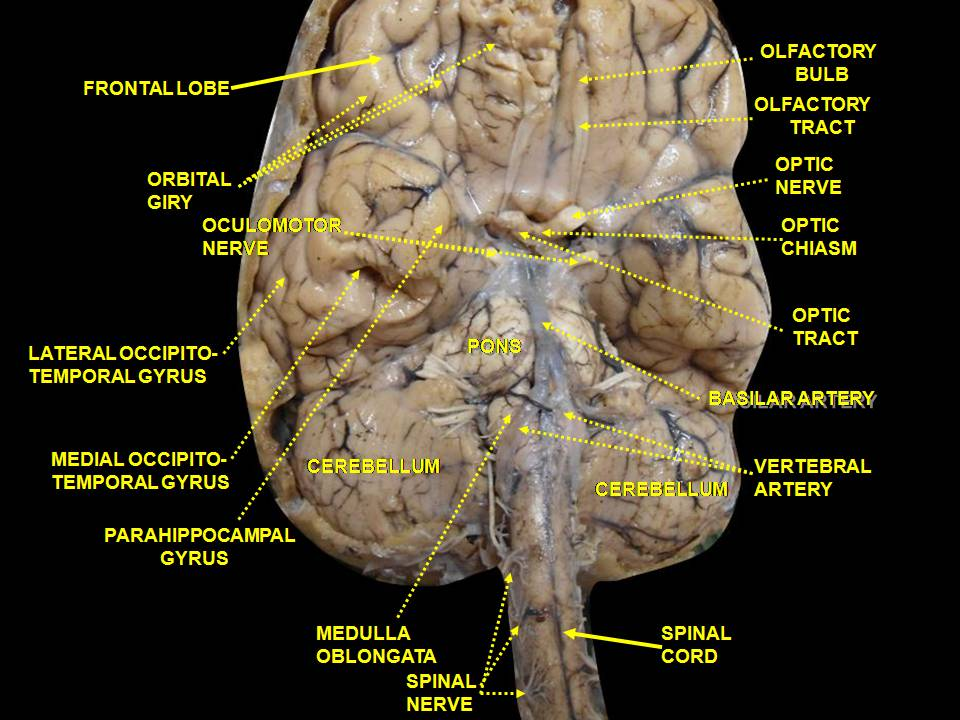
Мозок. Глибокий розтин
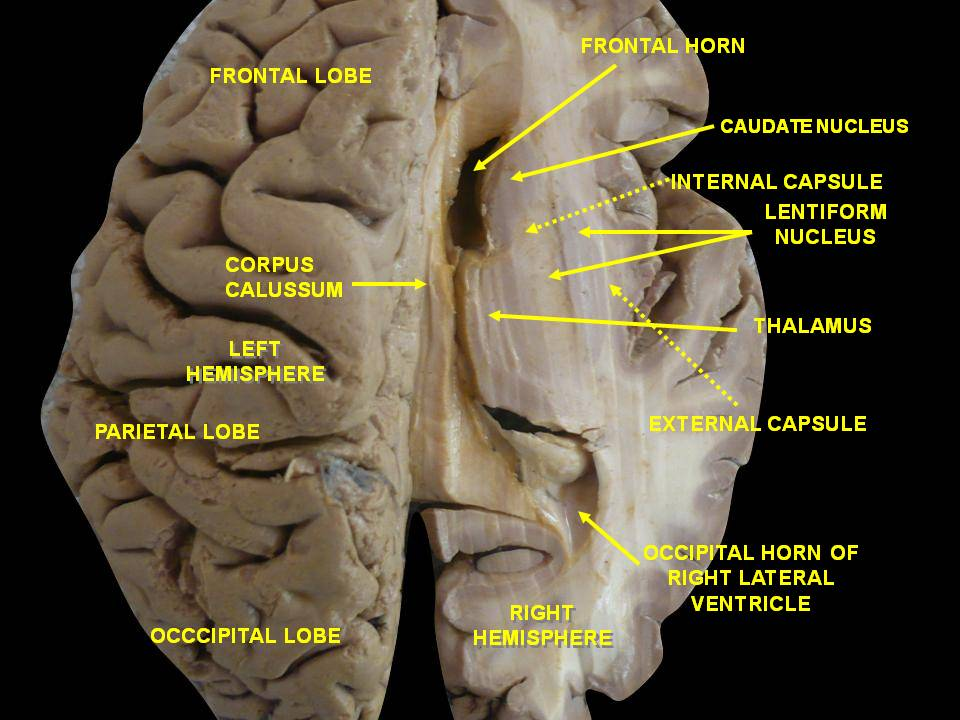
Шлуночки мозку та базальні ганглії. Вигляд згори. Горизонтальна ділянка. Глибокий розтин